# 이충고등학교
이충고등학교(二忠高等學校)은 대한민국 경기도 평택시 이충동에 있는 공립 고등학교이다.

## 학교 연혁
- 2009년 1월 2일 : 이충고등학교 설립승인 인가
- 2009년 3월 1일 : 이충고등학교 개교
- 2009년 3월 1일 : 제1대 배상선 교장 취임
- 2009년 3월 2일 : 제1회 신입생 입학식(남 239명, 여 145명)
- 2009년 9월 9일 : 특수 1학급 증설 인가
- 2012년 2월 8일 : 제1회 졸업식(남 213명, 여 132명)
- 2015년 3월 2일 : 사교육절감형 창의경영학교 운영(6년)
- 2015년 3월 2일 : 시립형 자율학교 운영(4년)
- 2019년 3월 1일 : 경기도교육청 수학나눔학교 운영
- 2019년 3월 1일 : 경기도교육청 고교학점제선도학교 운영(3년)
- 2020년 3월 1일 : 지식재산일반 선택과목 선도학교 운영
- 2021년 3월 1일 : 교과특성화(융합) 선도학교 운영
- 2021년 9월 1일 : 제5대 이은록 교장 취임
- 2023년 1월 5일 : 제12회 졸업식(남 124명, 여 113명) 졸업생 누계 3,861명
- 2023년 3월 2일 : 제15회 신입생 입학식(341명)

## 참고 자료
- 이충고등학교 - 한국교육학술정보원 학교알리미